# Società Ginnastica Andrea Doria - Sezione Calcio 1926-1927
Questa voce raccoglie le informazioni riguardanti la Società Ginnastica Andrea Doria nelle competizioni ufficiali della stagione 1926-1927.

## Stagione
Nella stagione 1926-1927 fu incluso nel girone B. Il club chiuse all'8º posto.

## Divise
| Prima divisa |

## Rosa
| N. |                     | Ruolo | Calciatore           |
| -- | ------------------- | ----- | -------------------- |
|    | Italia (bandiera)   | P     | Manlio Bacigalupo    |
|    | Italia (bandiera)   | D     | Enrico Calzolari     |
|    | Italia (bandiera)   | D     | Bartolomeo Ravasio   |
|    | Ungheria (bandiera) | D     | László Sternberg     |
|    | Italia (bandiera)   | C     | Adolfo Cornazzani    |
|    | Italia (bandiera)   | C     | Giulio Cesare Cusano |
|    | Italia (bandiera)   | C     | Ettore Fontana       |
|    | Italia (bandiera)   | C     | Mario Parodi         |
|    | Italia (bandiera)   | C     | Francesco Pescia     |
|    | Italia (bandiera)   | A     | Luigi Borfico        |

| N. |                   | Ruolo | Calciatore       |
| -- | ----------------- | ----- | ---------------- |
|    | Italia (bandiera) | A     | Emilio Cimbrico  |
|    | Italia (bandiera) | A     | Adolfo Mandosso  |
|    | Italia (bandiera) | A     | Ettore Neri      |
|    | Italia (bandiera) | A     | Noceti           |
|    | Italia (bandiera) | A     | Gipo Poggi       |
|    | Italia (bandiera) | A     | Giacomo Rapetti  |
|    | Italia (bandiera) | A     | Raffaele Rivolo  |
|    | Italia (bandiera) | A     | Angelo Rizzo     |
|    | Italia (bandiera) | A     | Mario Torriani   |
|    | Italia (bandiera) | A     | Maurizio Viviani |

## Statistiche

### Statistiche di squadra
| Competizione                   | Punti | Totale | Totale | Totale | Totale | Totale | Totale |
| Competizione                   | Punti | G      | V      | N      | P      | Gf     | Gs     |
| ------------------------------ | ----- | ------ | ------ | ------ | ------ | ------ | ------ |
| Divisione Nazionale - girone B | 13    | 18     | 5      | 3      | 10     | 16     | 31     |
| Totale                         | 13    | 18     | 5      | 3      | 10     | 16     | 31     |